# Château de Pressac (Charente)
Pour les articles homonymes, voir Château de Pressac et Pressac (homonymie).
Ce château n'est pas situé dans la commune de Pressac, située plus au nord dans le département voisin de la Vienne.
Le château de Pressac est situé sur le territoire de la commune de Saint-Quentin-sur-Charente, en Charente limousine, à 50 kilomètres au nord-est d'Angoulême et à cinq kilomètres au sud-ouest de Chabanais.

## Historique

### Moyen Âge
Au milieu du XIe siècle, le fief de Pressac appartient à dame Barbe Galiène (ou Bénédicte Gallin selon les sources) qui l'apporte en mariage à un cadet de la maison de Montesquiou, Louis-Guillaume de Fezensac. Leurs descendants y restèrent jusqu'au XVIe siècle.
C'était une des quatre seigneuries qui dépendaient de la principauté de Chabanais et des seigneurs de Confolens. Ce château ne comprenait que les deux tours nord. Le corps de logis les reliant a été construit au XIVe siècle.
Au milieu du XIVe siècle, lors de la guerre de Cent Ans, comme le seigneur avait pris position pour le roi de France, le château est brûlé par les Anglais, et son seigneur se réfugie dans son château du Moulin Paute, à Videix.

### Epoque moderne
Le château est resté en ruines jusqu'en 1543, date à laquelle le prince de Chabanais autorise Anne (Caillou) de Pressac et son mari Jean de Singarreau à le reconstruire. D'importants aménagements sont alors réalisés.
En 1613, le château passe par mariage de la famille de Singarreau et celle d'Abzac. En 1627, on trouve un aveu et hommage de Raymond d'Abzac à Adrien de Montluc, prince de Chabanais.
Les Abzac réalisent d'autres travaux, et construisent les terrasses.
En 1779, le château est vendu pour cause de dettes à Léonard Peyroche, un marchand de Limoges. Il fait partie des plus grosses fortunes de la Charente et il est sera le premier maire de Saint-Quentin, entre 1808 et 1813. Sans héritier direct, il assure sa nièce Maria Anne Peyroche de la propriété ; celle-ci se marie en 1815 avec le baron de la Bastide dans la chapelle du château. C'est la famille de la Bastide qui possède Pressac jusqu'à aujourd'hui.

### Epoque contemporaine
En 1850, le logis principal est restauré. Paul de La Bastide, capitaine, réside dans le château ; il modifie le salon vert et supprime la chapelle.

#### Seconde Guerre mondiale
Son fils, le commandant de La Bastide (1866-1957), loge dans le château et abrite pendant la Seconde Guerre mondiale les hommes du colonel Bernard, avec le maquis FTP de la région de Chabanais. Le château est alors le siège d'interrogatoires et d'exécutions sommaires.

## Architecture
Le château possède un corps de logis principal dont la façade est orientée à l'est avec deux ailes en retour d'équerre. Il possède une tour à chaque coin. L'ensemble est sur une importante terrasse avec pelouse dominant le paysage à l'est et au nord.
La cour d'honneur, orientée à l'ouest, est prolongée par une bordure de bâtiments communs, avec l'entrée et le chemin d'accès au château.
Les tours sont coiffées en poivrière. L'imposant corps de logis possède trois étages dont un sous mansarde et toit pentu couvert en tuiles plates. Les lucarnes, à la base du toit, ont des linteaux décorés. L'aile en retour nord comprend un haut pavillon à toit à quatre pans. Les tours de la façade principale, à l'est, ont un diamètre légèrement supérieur à celles de la cour d'honneur, à l'ouest.
Privé, le château ne se visite pas.